# 1223
| 1223               |
| ------------------ |
| Dødsfald - Fødsler |
| • Begivenheder     |

| Gregoriansk kalender | 1223 MCCXXIII           |
| Ab urbe condita      | 1976                    |
| Armensk kalender     | 672 ԹՎ ՈՀԲ              |
| Kinesiske kalender   | 3919 – 3920 壬午 – 癸未 |
| Etiopisk kalender    | 1215 – 1216             |
| Jødisk kalender      | 4983 – 4984             |
| Hindukalendere       |                         |
| - Vikram Samvat      | 1278 – 1279             |
| - Shaka Samvat       | 1145 – 1146             |
| - Kali Yuga          | 4324 – 4325             |
| Iransk kalender      | 601 – 602               |
| Islamisk kalender    | 620 – 621               |

Regent i Danmark: Valdemar Sejr 1202-1241, medkonge fra 1232 Erik Plovpenning
Se også 1223 (tal)

## Begivenheder
- Valdemar 2. Sejr tages, under en jagttur sammen med sønnen Valdemar, til fange af grev Henrik af Schwerin.
- Peder Saxesen valgtes til ærkebiskop i Lund efter Anders Sunesen, der trak sig pga. sygdom.
- 14. juli – Ludvig VIII blev konge af Frankrig.
- 29. december – Pave Honorius 3. anerkender Franciskanerordenen, som er grundlagt i 1209 af Frans af Assisi.

## Dødsfald
- Filip 2. August, konge af Frankrig